# Expedição britânica à Abissínia

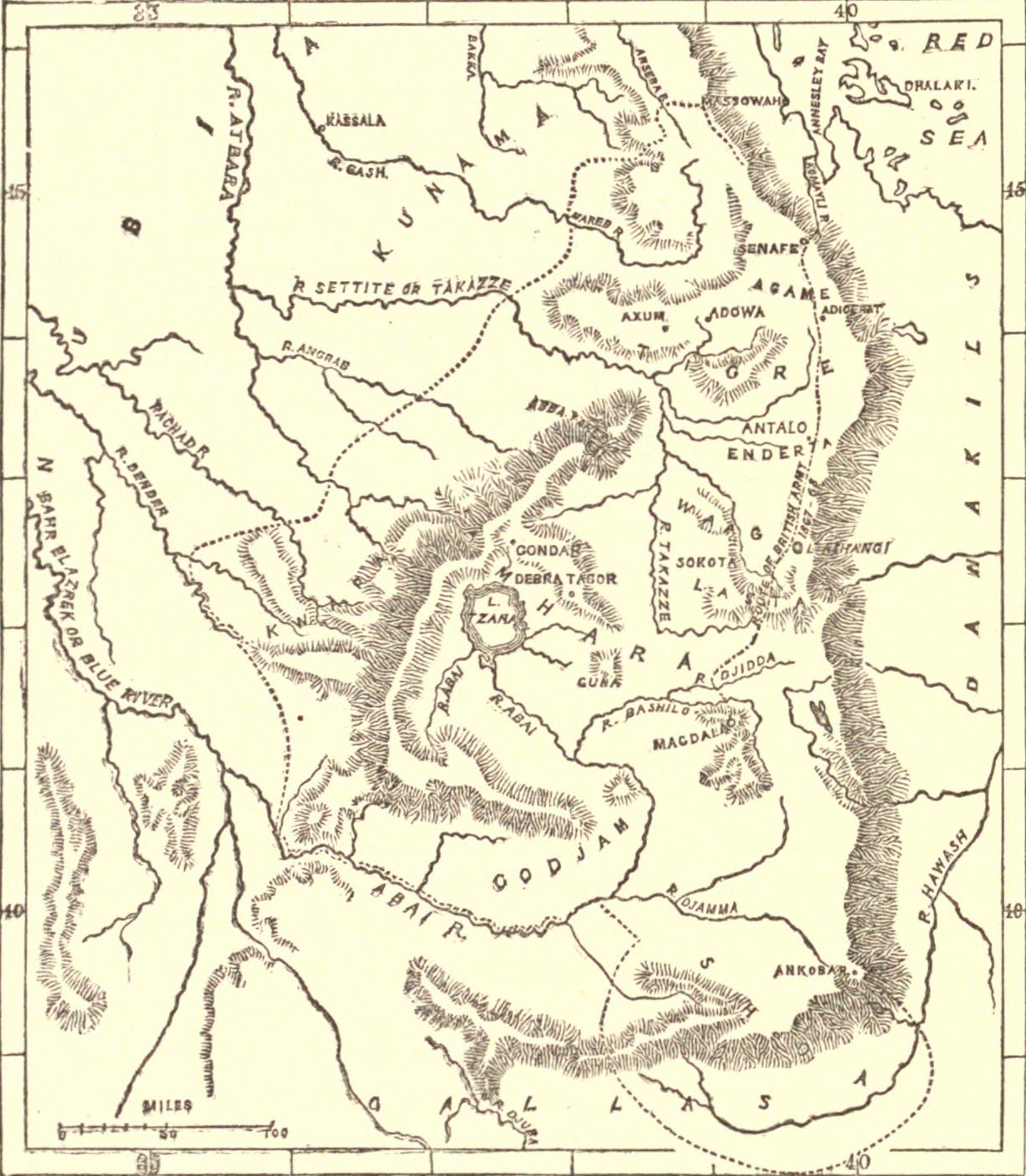
A rota da expedição britânica através da Abissínia.

A Expedição britânica à Abissínia foi uma missão de resgate e expedição punitiva realizada em 1868 pelas forças armadas do Império Britânico contra o Império Etíope. O Imperador Tewodros II da Etiópia, então conhecido como Teodoro, prendeu vários missionários e dois representantes do governo britânico na tentativa de chamar a atenção do governo britânico, que havia decidido contra seus pedidos de assistência militar. A expedição punitiva lançada pelos britânicos em resposta exigiu o transporte de uma força considerável de militares por centenas de quilômetros em terreno montanhoso desprovido de sistema viário. Os obstáculos formidáveis para a ação foram superados pelo comandante da expedição, o general Robert Napier, que saiu vitorioso em todas as batalhas com as tropas de Tewdros, capturando a capital etíope e resgatando todos os reféns. Harold G. Marcus descreveu a ação como "um dos assuntos de honra mais dispendiosos da história." 